# Pulóver

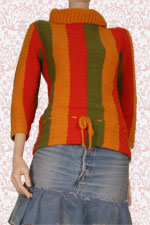
Színes női magasnyakú pulóver

A pulóver olyan, viszonylag vastagabb ruhadarab, amely az emberi test törzsének és karjainak a melegítésére és védelmére szolgál (bár egyre gyakoribb, hogy kutyáknak és más állatoknak is gyártanak pulóvert). Rendszerint póló, ing, blúz vagy más felsőruházat felett hordják. Régebben leginkább gyapjúból készítették, manapság azonban már a pamut és a különféle mesterséges szálasanyagok, illetve ezek keveréke a meghatározó.

## Elnevezései és eredete

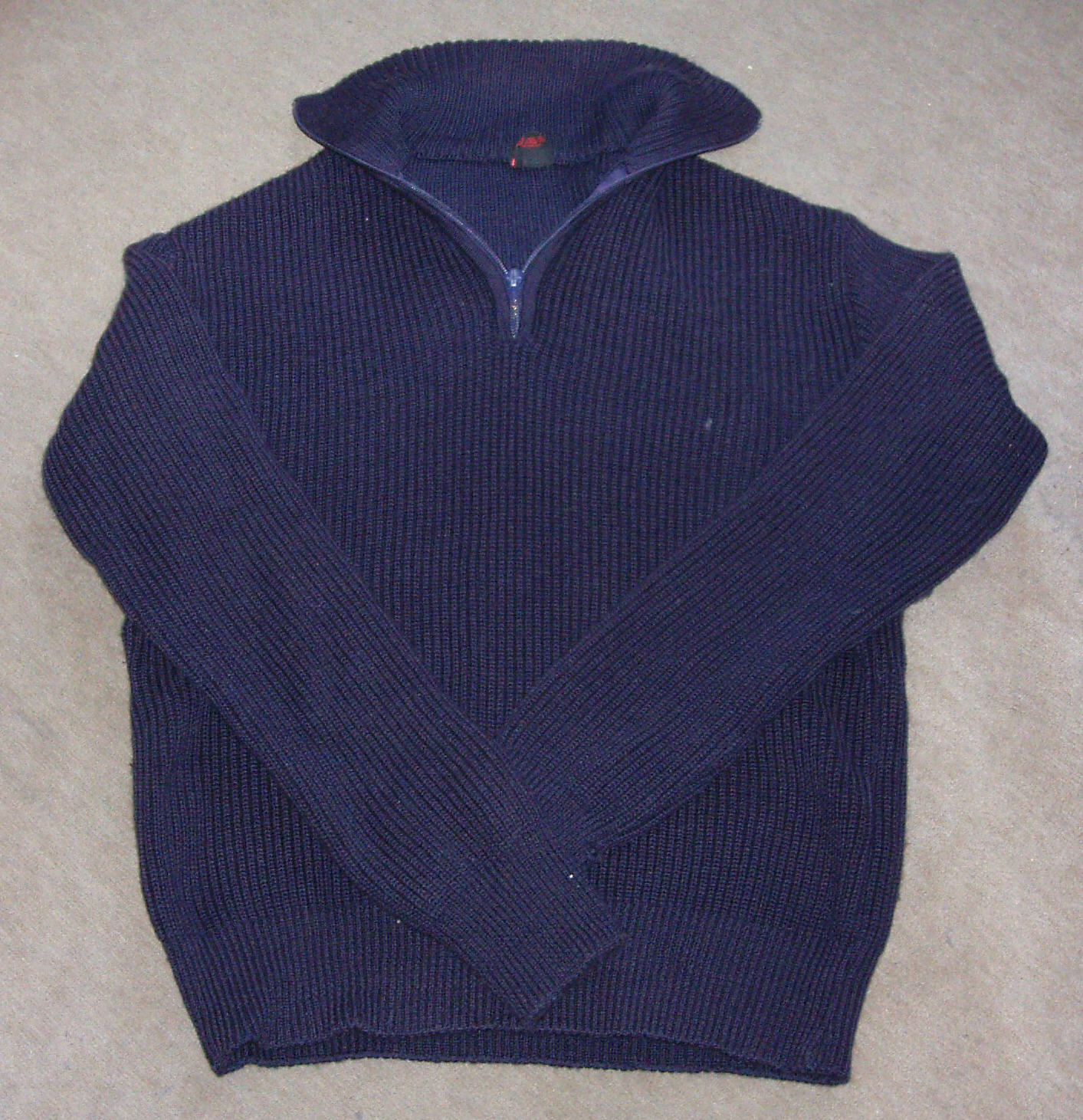
Férfi pulóver

A pulóver szó az angol pullover szó magyar változata, amely a pull over („áthúzni”) igéből ered, s arra utal, hogy a ruhadarabot a fejünkön áthúzva lehet felvenni. Bár az elöl nyitott kardigánt nem kell a fejünkön áthúzni, a magyar szóhasználat azonban azt a ruhadarabot is gyakran pulóvernek hívja. A szó becéző alakja a pulcsi.
Használatos még a szvetter elnevezés is, amely szintén az angolból, az izzasztó jelentésű sweater (ejtsd: szvetör) szóból származik, bár az elnevezés inkább arra utal, hogy a ruhadarab megköti a test nedvességét.
A brit Csatorna-szigetekhez tartozó Jersey nevéből eredő angol jersey, s ennek átvételével a  magyar dzsörzé szó eredetileg a sima egyszínoldalas vetülékrendszerű kötött kelme elnevezése, de használatos az ebből készített ruhadarabok, köztük leginkább a pulóverek elnevezésére is.

## Története
Már James Thomas Brudenell, Cardigan grófja, a kardigán névadójává vált tábornok is készíttetett magának a XIX. század első felében ilyen ruhadarabot, a pulóverek azonban csupán a XX. század húszas éveiben kezdtek divatba jönni. A film akkor már erősen befolyásolta a divat alakulását, a pulóverkedvelő Greta Garbo lett az abszolút értelemben vett ideál, így korántsem véletlen, hogy a magas nyakú pulóver mindmáig az ő nevét viseli. Az igazi pulóvermánia azonban egy másik filmcsillag, Katherine Hepburn hatására tört ki jóval később, a második világháború alatt és után. Katherine az emancipált, sportos alakú lánytípust képviselte, fátylak és boák helyett gyakran kényelmes pulóverben jelent meg a vásznon.

## Fazonok
Lehet ujjas vagy ujjatlan, zárt vagy elől nyitott (kardigán), a nyakkivágása többnyire kerek vagy V alakú. A derekán és az ujjak végén, esetleg a kerek nyakkivágás körül is általában rugalmas szegély van. Gyakran kapucnit, illetőleg zsebet is tesznek rá.